# Werner von Dieskau
Werner von Dieskau, zeitgenössisch auch von Dießkau, († 27. September 1723 in Altenburg) war ein deutscher Offizier. Er war fürstlich-sächsischer Oberst bei dem Landregiment zu Fuß in Altenburg, Kommandant auf der Leuchtenburg und Besitzer des Rittergutes Oberzetscha.

## Leben
Er stammte aus dem meißnischen Adelsgeschlecht von Dieskau und war der Sohn des sachsen-merseburgischen Hofmarschalls Carl von Dieskau († 1680). Der sachsen-merseburgische Geheime Rat Otto Erdmann von Dieskau († 1716) auf Kölzen und Starsiedel, Carl Wilhelm von Dieskau und Augustus von Dieskau auf Molbitz waren seine Brüder.
Da sein ältester Bruder Otto Erdmann die väterlichen Rittergüter übernommen hatte, trat Werner von Dieskau in den Militärdienst ein. Zunächst war er braunschweig-lüneburgischer Drost, dann wechselte er in den Dienst des Herzogs von Sachsen-Gotha-Altenburg, wo er bis zum Oberst aufstieg. Mehrere Jahre lebte er auf der Leuchtenburg in Thüringen, deren Kommandant er war. Dort wurde auch einer seiner Söhne geboren.

## Familie
Aus seiner Ehe mit Agnesa geb. von Steuben (* 1669), Tochter des Christoph Otto von Steuben, gingen folgende, ihn überlebende Söhne hervor:
- Carl Otto von Dieskau (1692–1756), sachsen-gothaischer Hauptmann, Rittergutsbesitzer in der Oberlausitz[2]
- Ludwig August von Dieskau (1701–1767), anhalt-zerbstischer Kammerjunker und Kornett bei der Leibgarde zu Pferde, zuletzt französischer Generalleutnant
- Christian Wilhelm von Dieskau (1703–1764), Schlosshauptmann, Kammerjunker und Bergrat in Saalfeld
- Johann Erdmann von Dieskau, Oberst in französischen Diensten im Regiment des Marschalls Graf Moritz von Sachsen
- Friedrich Anton (* 1706), kurbayerischer Hauptmann in Neumarkt in der Oberpfalz
- Haubold August Gottlob, gefallen im kaiserlichen Militärdienst